# Sphex fumicatus
Sphex fumicatus är en biart som beskrevs av Johann Ludwig Christ 1791.
Sphex fumicatus ingår i släktet Sphex och familjen grävsteklar.

## Underarter
Arten delas in i följande underarter:
- S. f. fumicatus
- S. f. voeltzkowii